# Haustür

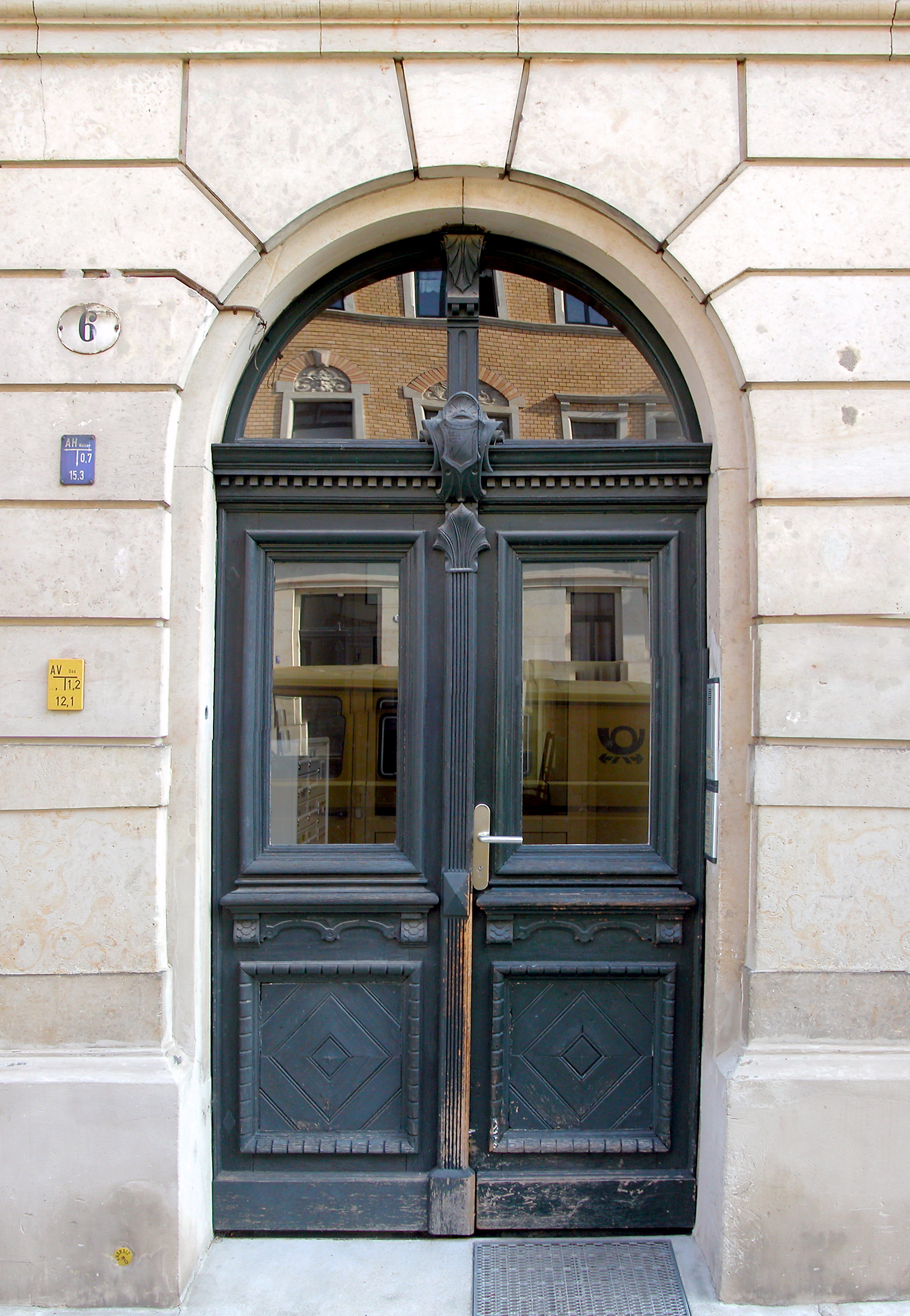
Haustür zu Mietshaus in Dresden (um 1900)

Eine Haustür ist eine Tür, die den Innenraum eines Wohngebäudes mit dem Außenraum verbindet.
Bei Einfamilienhäusern ist sie Hauptzugang, bei einem Mehrparteienhaus bezeichnet Haustür zumeist den Zugang zur Erschließung. In Österreich spricht man diesem Falle auch von einem Haustor.
Über ihre reine Funktionalität hinaus sind Haustüren wichtige Elemente in der Gestaltung von Fassaden und von Erschließungsräumen (z. B. Entrée, Vestibül).

## Begriffsabgrenzung
In Mehrfamilienhäusern mit gemeinsamer Erschließung besitzt jede Nutzungseinheit eine eigene Wohnungstür. Umgangssprachlich werden die Begriffe Haustür und Wohnungstür oft nicht sauber unterschieden; rechtlich handelt es sich unter Umständen aber um zwei verschiedene Dinge.
Die Haustür ist eine Außentür. Außentüren umfassen – neben Haustüren – auch Nebenausgänge, Terrassentüren, Hoftüren, Notausgänge und anderes mehr.

## Konstruktion gegenwärtiger Türen im deutschsprachigen Bereich

### Materialien
Haustüren werden im deutschsprachigen Raum heute überwiegend aus Kunststoff, Aluminium und Holz gefertigt, oft mit Glaseinsatz. Auch Kombinationen von Holz und Aluminium sowie Kunststoff und Aluminium werden verwendet, die jeweils die Vorteile der beiden benutzten Materialien verbinden. Kunststoff-Haustüren sind preiswert und pflegeleicht. Die Verriegelungsmöglichkeiten entsprechend denen der anderen Materialien. Die Farbgebung erfolgt durch Folienkaschierung, ist jedoch eingeschränkt. Kunststoff-Haustüren werden meist nur in vorgegebenen Größen angeboten. Aluminium-Haustüren verbinden hervorragende Wärmedämmung mit Robustheit und Designvielfalt. Die weitgehend unbeschränkte Farbgebung erfolgt über Pulverbeschichtung. Haustüren aus Holz werden sowohl aus Nadelhölzern wie Kiefer, Fichte und Lärche gebaut, als auch aus Harthölzern wie Eichenholz, Meranti oder Eukalyptus globulus.

### Maße und Einbausituation
Haustüren werden gewöhnlich als Anschlagtüren mit einer lichten Weite von etwa 85 bis 90 cm vorgesehen, um Möbel, Öl- und Wassertanks und andere große Gegenstände ins Haus befördern zu können. Große Mehrfamilienhäuser haben auch noch breitere Eingangstüren.
Der Öffnungsflügel von doppelflügligen Türen ist häufig deutlich schmaler, für große Gegenstände kann zusätzlich der Standflügel geöffnet werden.
In Ländern wie den Niederlanden und Italien kommen in städtischen Wohngebäuden traditionell teilweise schmale und steile Treppen vor. Um die Haustüre platzsparend an beliebiger Stelle des Treppenhauses zu positionieren, ohne ein Podest vorsehen zu müssen, werden dann oft zweiflüglige Türen mit Flügelbreiten von teilweise nur 40 cm verwendet. Wäre der Flügel breiter, so wäre es nötig, auf der Treppe rückwärts hinabzuschreiten, um den Flügel am Körper vorbeischwenken zu lassen.
In Deutschland fordern die Regeln des Arbeitsschutzes, dass die Tür immer zu einem Podest hin schwenkt, dessen Tiefe mindestens der Breite der Türe entspricht; entsprechendes ist in DIN formuliert.

### Griffe
An den meisten Haustüren sind auf dem Türblatt Griffe angebracht, an denen das Türblatt angefasst werden kann. Dazu zählen traditionell Drücker („Türklinken“) und Knöpfe, modern auch Stoß- und Schalengriffe.

### Schließanlage und Verriegelung
Haustür und Wohnungstür schließt meist ein Sicherheitsschlüssel. Bei modernen Häusern wird oft eine Schließanlage verwendet, wobei mit demselben Schlüssel sowohl Haus- als auch Wohnungstüre, manchmal auch Briefkasten und eventuell Gemeinschaftsräume geschlossen werden können.
Neu eingebaute Haustüren werden im deutschsprachigen Raum heute oft mit einer dreifachen Sicherheitsverriegelung ausgestattet, bei der beim Abschließen der Tür zusätzlich zum Riegel zwei Bolzen oder Stahlschwenkhaken auf der Schlossseite in die Zarge greifen. Bei einer Fünffach-Verriegelung kommen noch zwei weitere Haken oder Bolzen hinzu.
Anstatt einer Kette kann bei Bedarf ein Türfänger oder eine Türspaltsicherung integriert werde. Durch Drehen eines Knopfs auf der Innenseite kann die Tür zunächst nur einen Spalt weit geöffnet werden, um zu prüfen, ob man den Außenstehenden einlassen will oder nicht.
Ein elektrischer Türöffner ist ein elektromagnetischer Mechanismus, der das Schließblech einer unverriegelte Tür durch einen elektrischen Impuls freigeben und die Tür für Besucher öffnen kann. Die Tagesfallenfunktion gibt durch Betätigung eines kleinen Stifts oder Knopfs das Schließblech durchgehend frei.
Für einen erhöhten Einbruchschutz werden Profilzylinder nach DIN 18252 verwendet, die im verbauten Zustand höchstens 3 mm vorstehen und Einbrechern das Öffnen der Tür erschweren.
Die Widerstandsklasse („Resistance Class“, RC) der Türe bezeichnet die Widerstandsfähigkeit gegen Auf- und Einbruch.
In der DDR waren Einsteckschlösser nach TGL-Standard üblich.

### Verschiedenes
Manche Haustüren sind mit Rampe für den Transport schwerer Lasten oder für barrierefreien Zugang versehen, oft als zweiter Gebäudezugang. Bei Umbauten von alten Häusern mit Hochparterre wird manchmal auch ein zweiter, ebenerdiger Eingang und Zugang zum Aufzug eingebaut.
Notausgang-Türen sind mitunter nur von innen zu öffnen.

### Hersteller
Haustüren werden heute in ihrer großen Mehrzahl industriell gefertigt. Zu den umsatzstärksten Herstellern in Deutschland zählen derzeit (2021) Adeco (Herzebrock-Clarholz), Bayerwald (Neukirchen vorm Wald), Feldmann & Mayer (Werne), Groke (Karlsruhe), Hörmann (Steinhagen), Obuk (Oelde), Rodenberg (Porta Westfalica), Roro (St. Wolfgang) und Wirus (Rietberg-Mastholte).

## Geschichte

### Deutschsprachiger Raum

#### Germanische Zeit
Als die älteste (Haus-)Tür der Welt gilt ein hölzernes Türblatt, das 2017 im baden-württembergischen Sinsheim archäologisch geborgen wurde. Das Alter dieser Tür wird auf ca. 8000 Jahre geschätzt, fällt also etwa in die Frühzeit der Bandkeramischen Kultur. Bereits 1868 war im Schweizerischen Wetzikon-Robenhausen eine aus der Zeit um 3700 v. Chr. stammende Holztür ausgegraben worden. Ebenfalls in der Schweiz wurden zwei aus dem 31. Jahrhundert v. Chr. stammende Türen gefunden, und zwar 1997 in Pfäffikon ZH und 2010 in Zürich. Im letztgenannten Fall war die Tür besonders gut erhalten. Sie besteht aus drei Holzbrettern, die durch Steckverbindungen und zwei aufgenagelte Leisten zusammengehalten sind; auch die geschmiedeten Türangeln wurden gefunden.

#### Mittelalter
In steinernen Wohnhäusern des Mittelalters waren zu beiden Seiten der Haustür oft Sitznischen ausgespart, die den Bewohnern dazu dienten, nach der Tagesarbeit vor der Tür zu sitzen und mit den Passanten Unterhaltungen auszutauschen. Die mittelalterlichen Handwerker haben Außentüren von erheblicher kunsthistorischer Bedeutung hervorgebracht, darunter etwa solche mit komplexen schmiedeeisernen Beschlägen oder mit ebenso detailreichem hölzernen Maßwerk. Jedoch beziehen sich die einschlägigen Dokumentationen eher auf Kirchen- und Rathaus- als auf Haustüren. Besser belegt ist, dass für die Häuser Wohlhabender, ebenso wie für Kirchen, oft Riemchentüren (engl. fillet doors) verwendet wurden; diese bestanden aus Holzbrettern, deren Fugen durch auf der Außenseite aufgenagelte schmale Leisten abgedichtet waren. Es gibt Hinweise darauf, dass die Türen häufig farbig angemalt oder mit Leder bezogen waren. Türschlösser waren, sofern überhaupt vorhanden, die bereits in der Antike bekannten Fallriegelschlösser.

#### Moderne

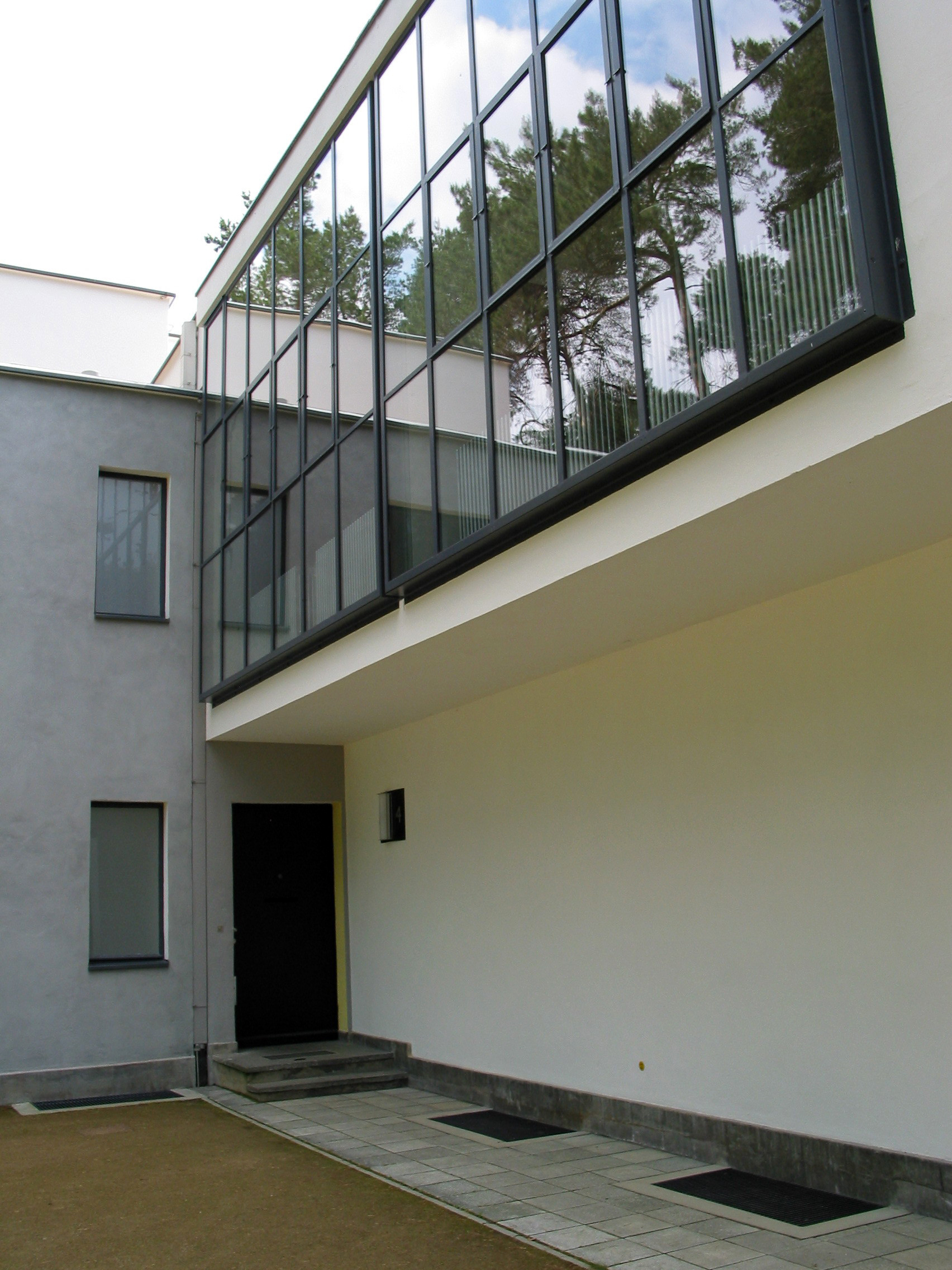
Eingangsbereich in einem Gropius-Haus (1925–1926 erbaut)

Charakteristisch für die architektonische Moderne sind bei den Einparteienhäusern asymmetrische Grundrisse und Fassaden, mit der Folge, dass die Haustür tendenziell an den Rand der Fassade, an die Gebäudeseite oder auf sonstige Weise aus dem Blick rückt. Walter Gropius (1883–1969) etwa, Gründer des Bauhauses, verbarg in seinen Wohnhausentwürfen die – stets minimalistisch gestaltete – Haustür oft in einem Winkel oder in einer Nische. Ein weiterer Beitrag, den Gropius, gemeinsam mit seinem Mitarbeiter Adolf Meyer, zur (Haus-)Türgestaltung lieferte, waren die nach ihm benannten Türdrücker.

#### Übrige Geschichte
Weitere historische Baustile mit markanten Haustürformen sind in Deutschland die Gründerzeit und danach folgend die Epoche des Jugendstils, regional unterschiedliche Merkmale können dabei auftreten. Markant sichtbar sind heute noch Türen aus der Nachkriegsmoderne der 1950er und 1960er Jahre.

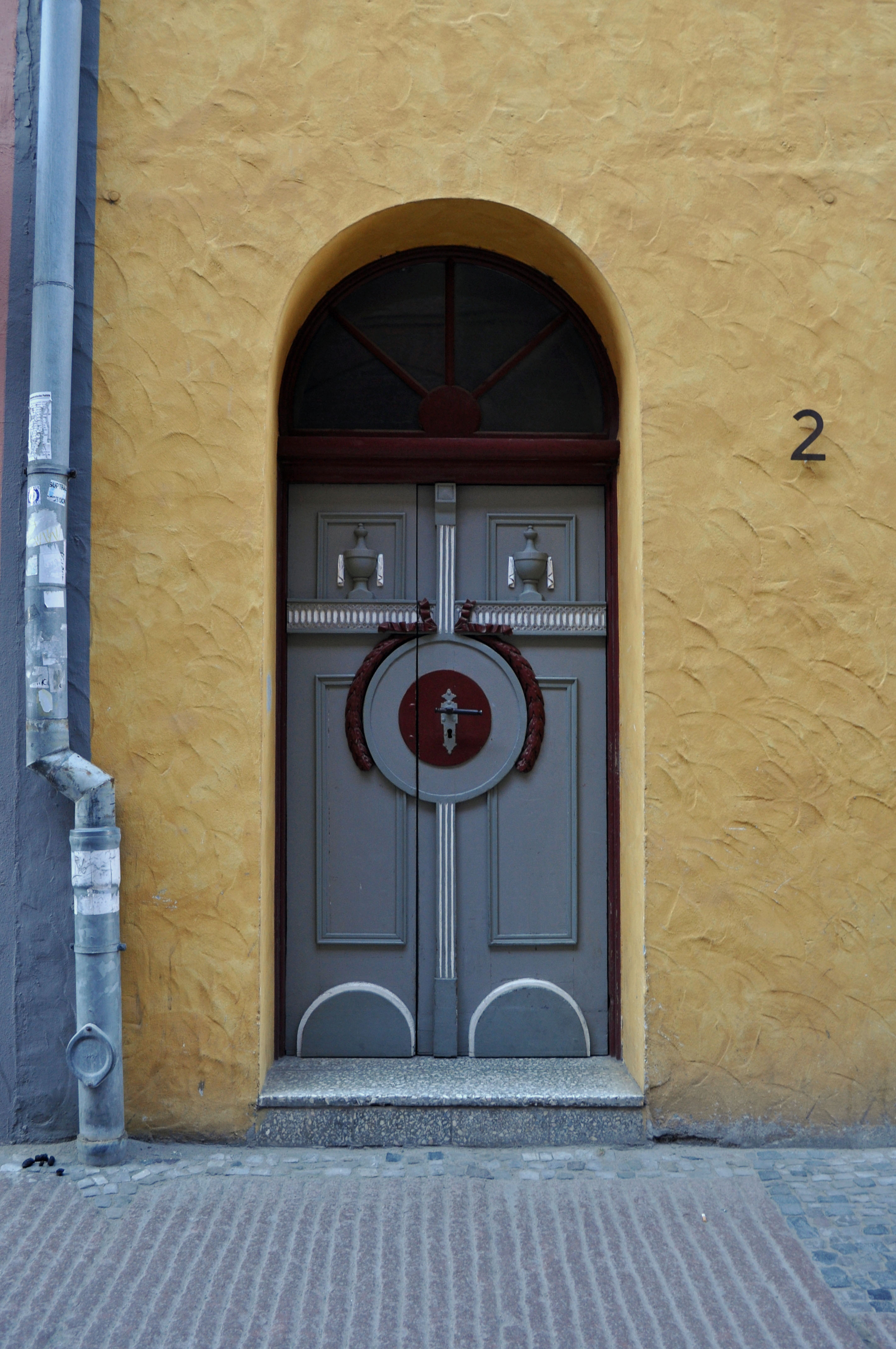
Denkmalgeschützte Haustür um 1800
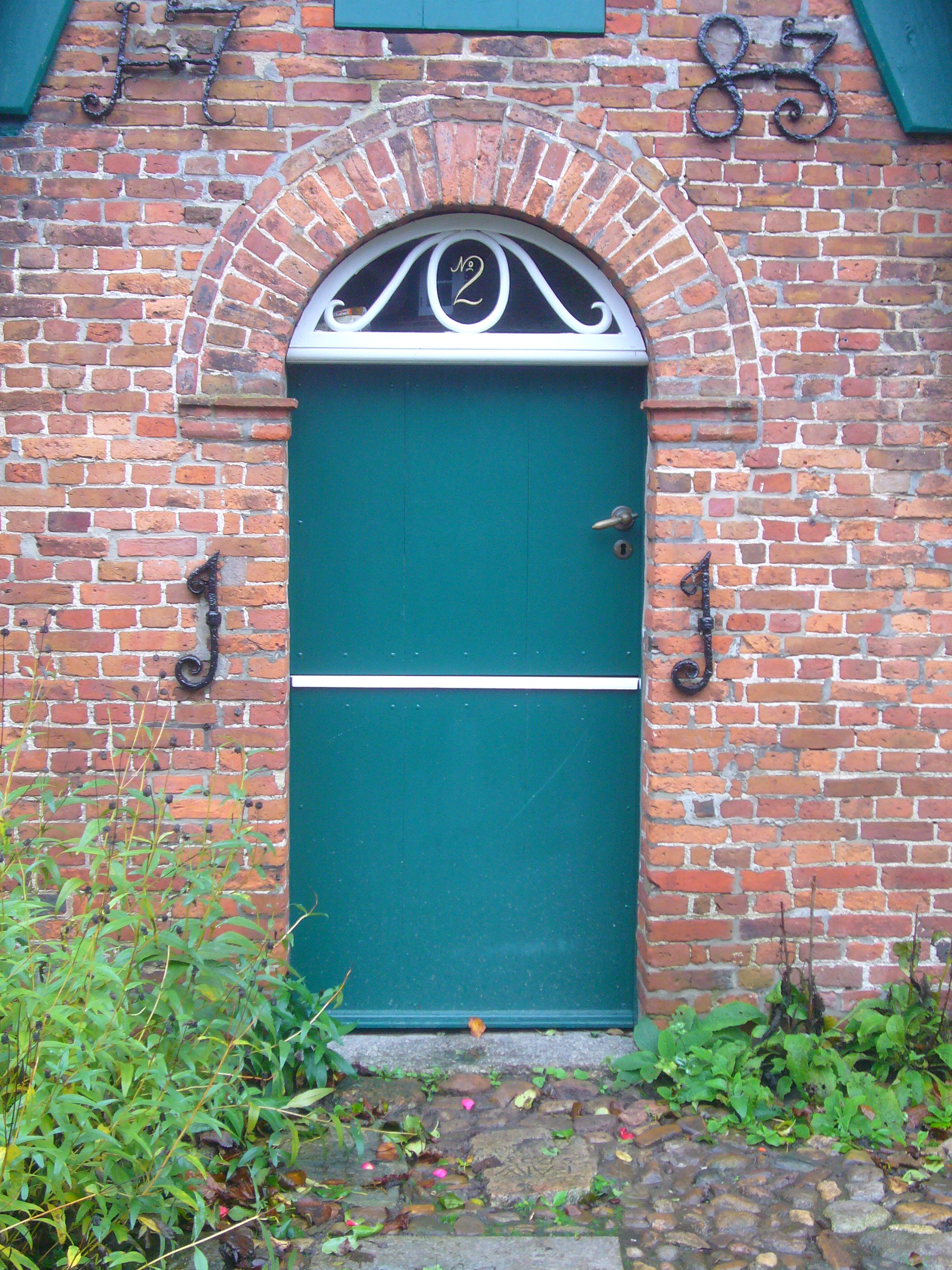
Klöntür, um 1800
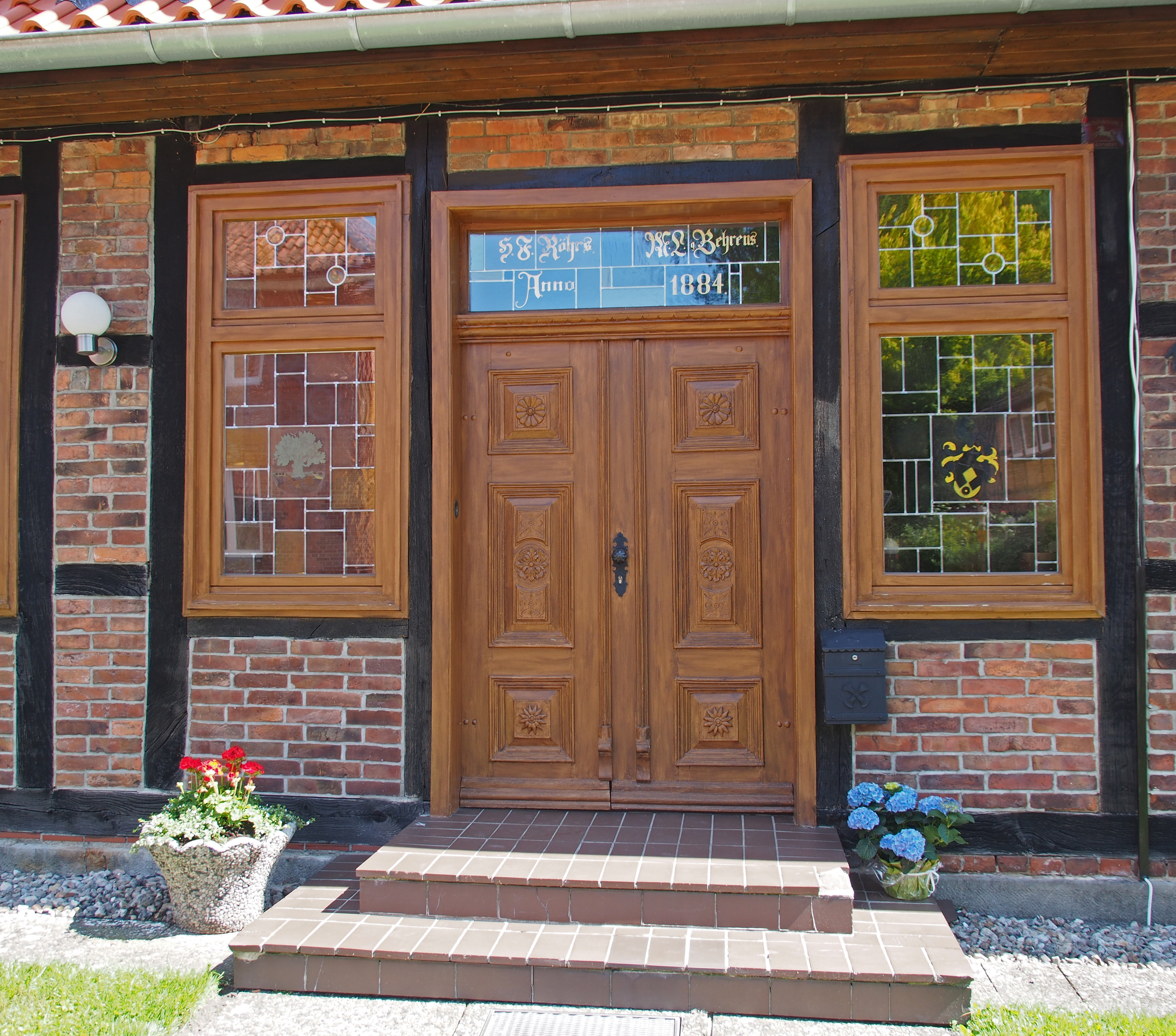
Haustür eines Bauernhauses von 1884
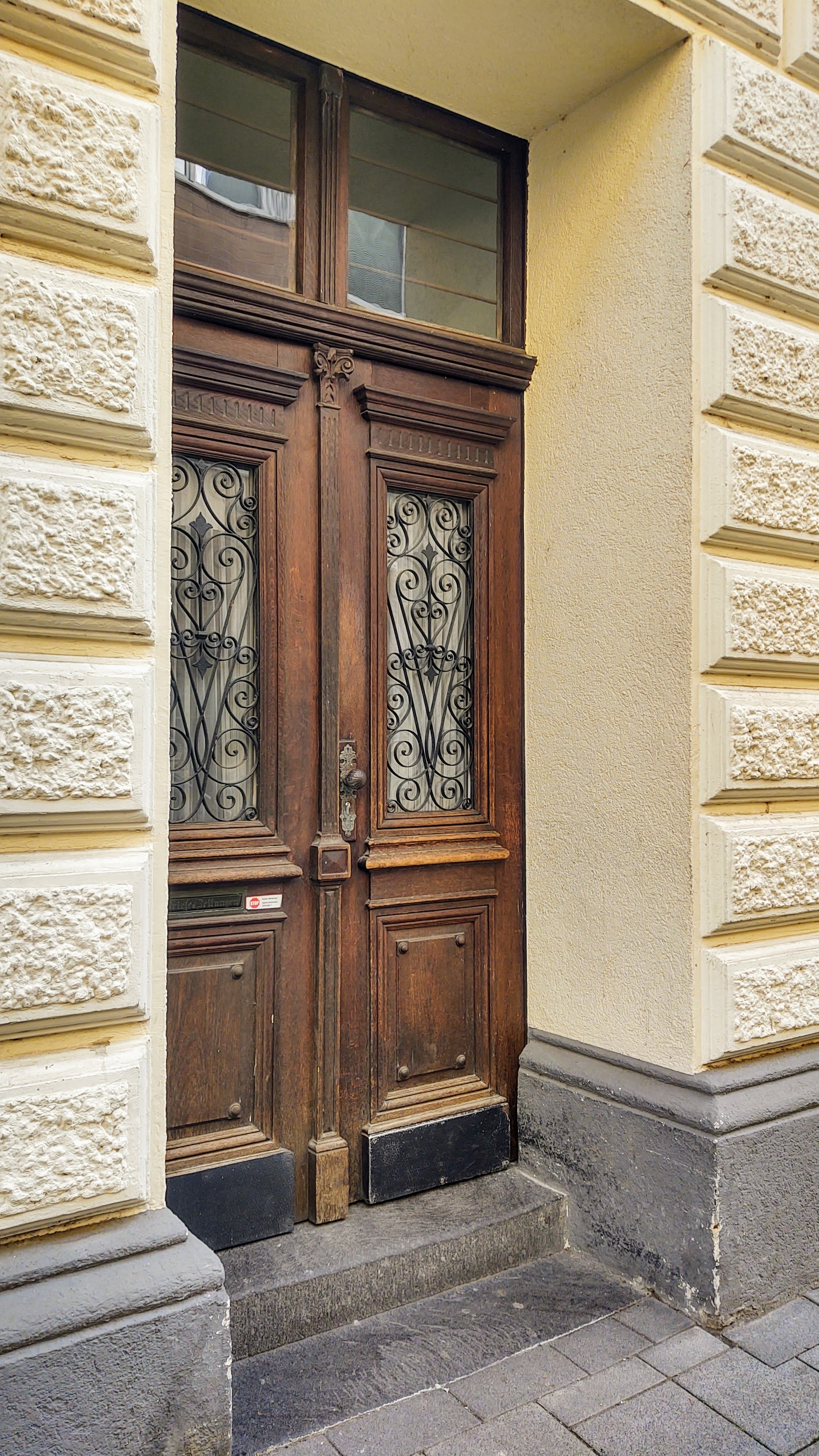
Haustür aus der Gründerzeit um 1900
Jugendstil Haustür am Osthafen in Frankfurt am Main um 1910

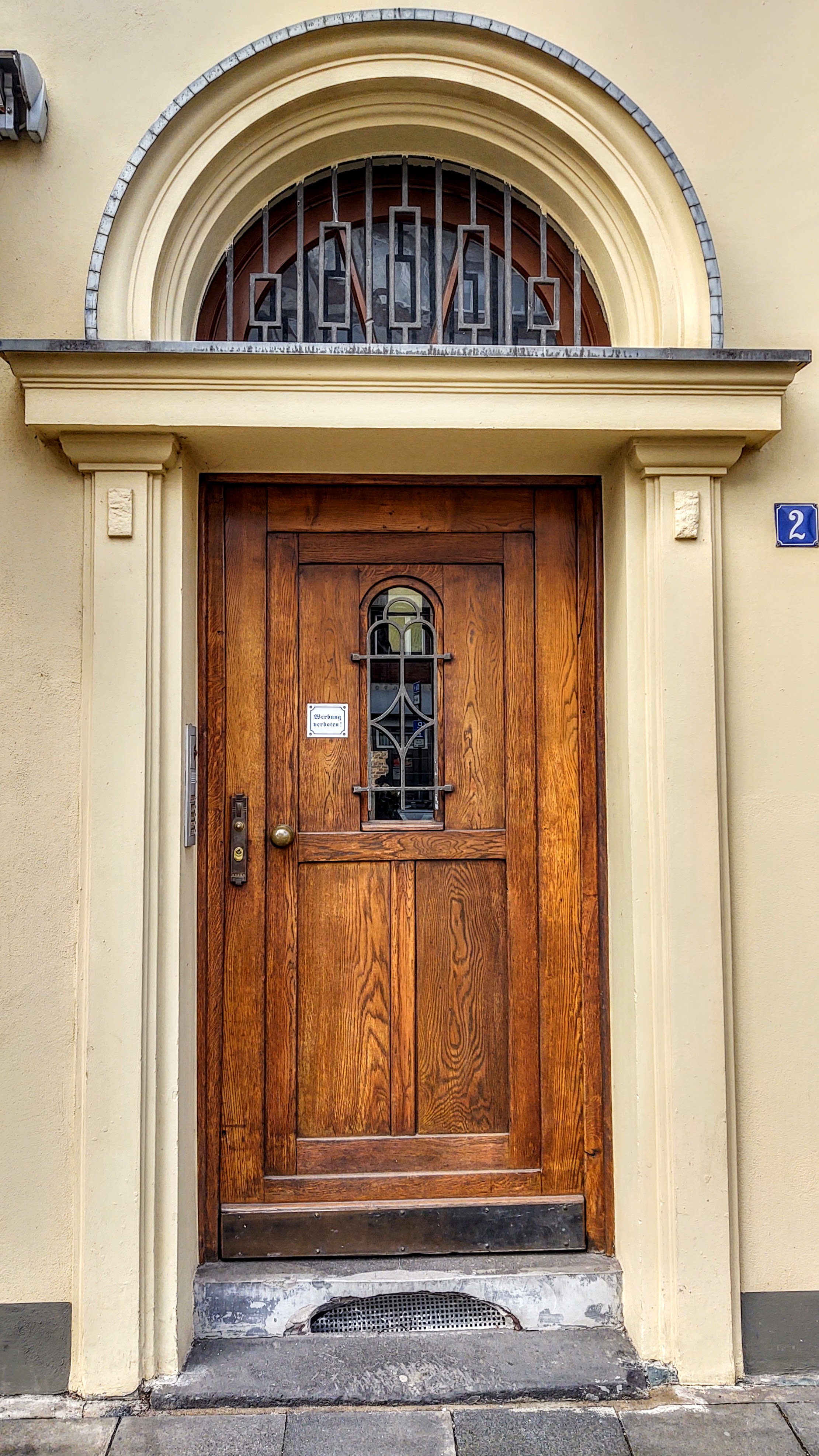
Haustür mit Art-déco-Elementen um 1930
Hauseingangstür im Stil der Ostmoderne  der DDR – Dresden
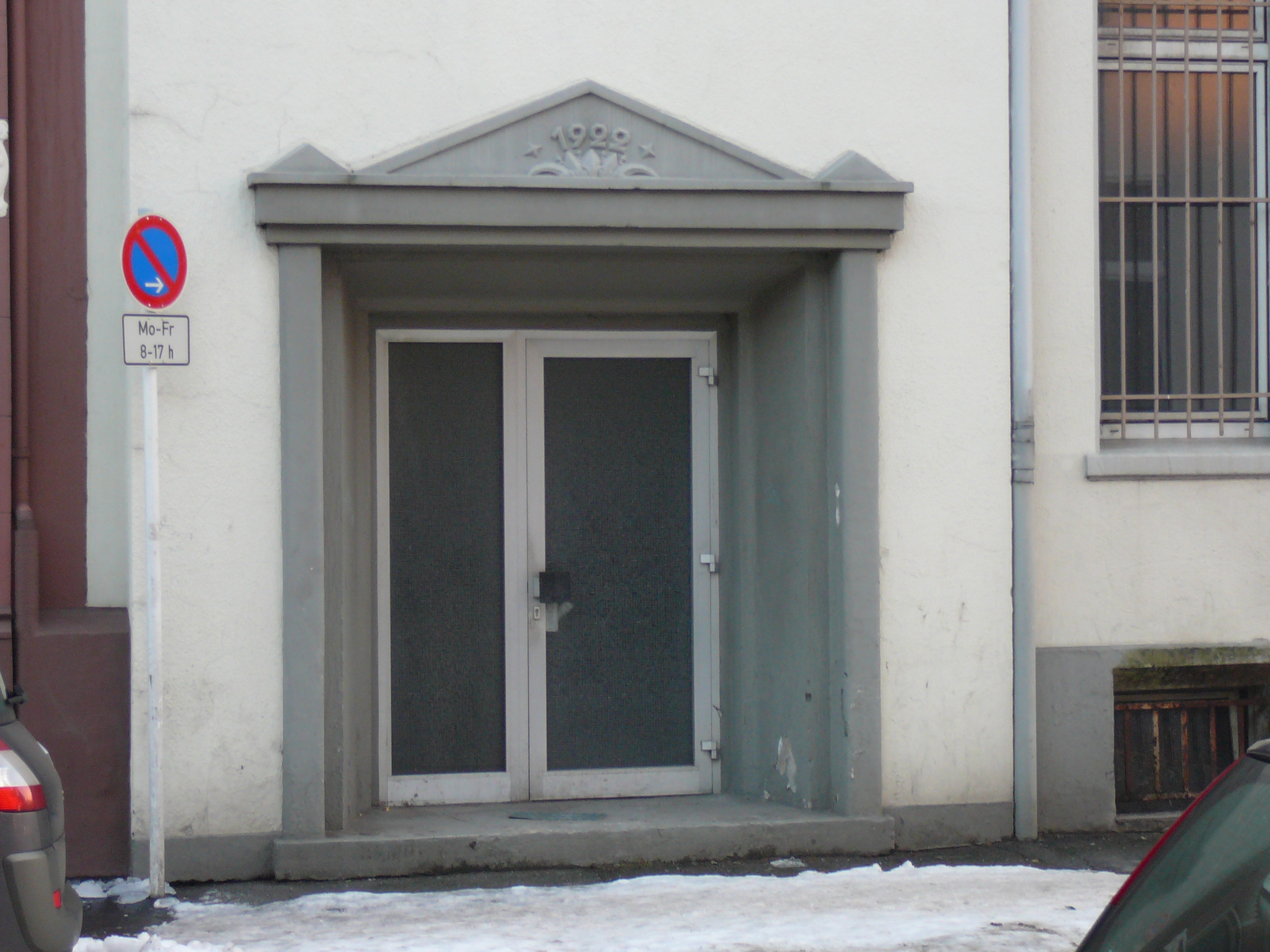
Aluminiumtür mit Strukturglas der 1960er, fehlerhaft in einem klassizistischen Portal verbaut
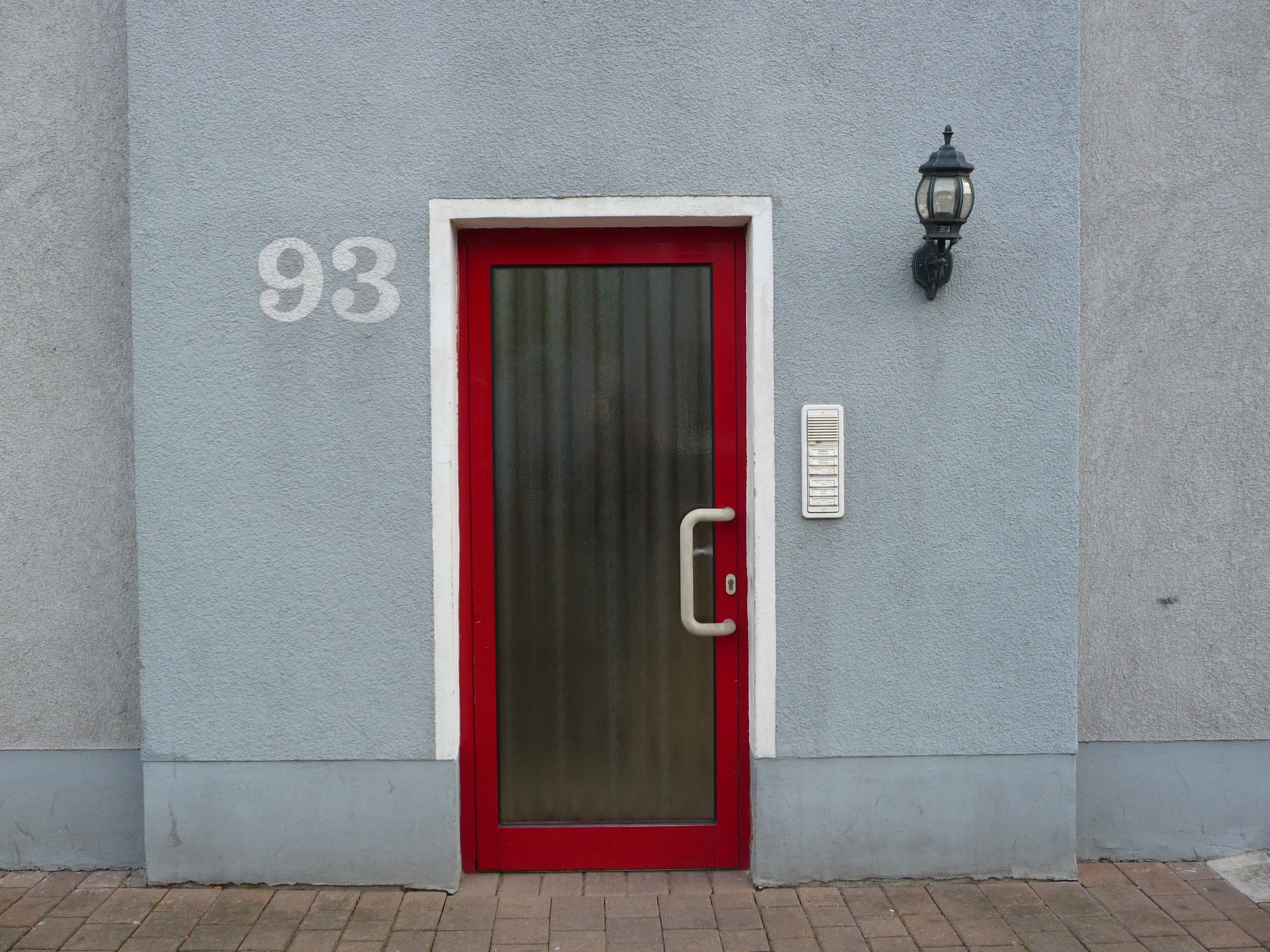
Pulverbeschichtete Gebrauchstür der 1980er
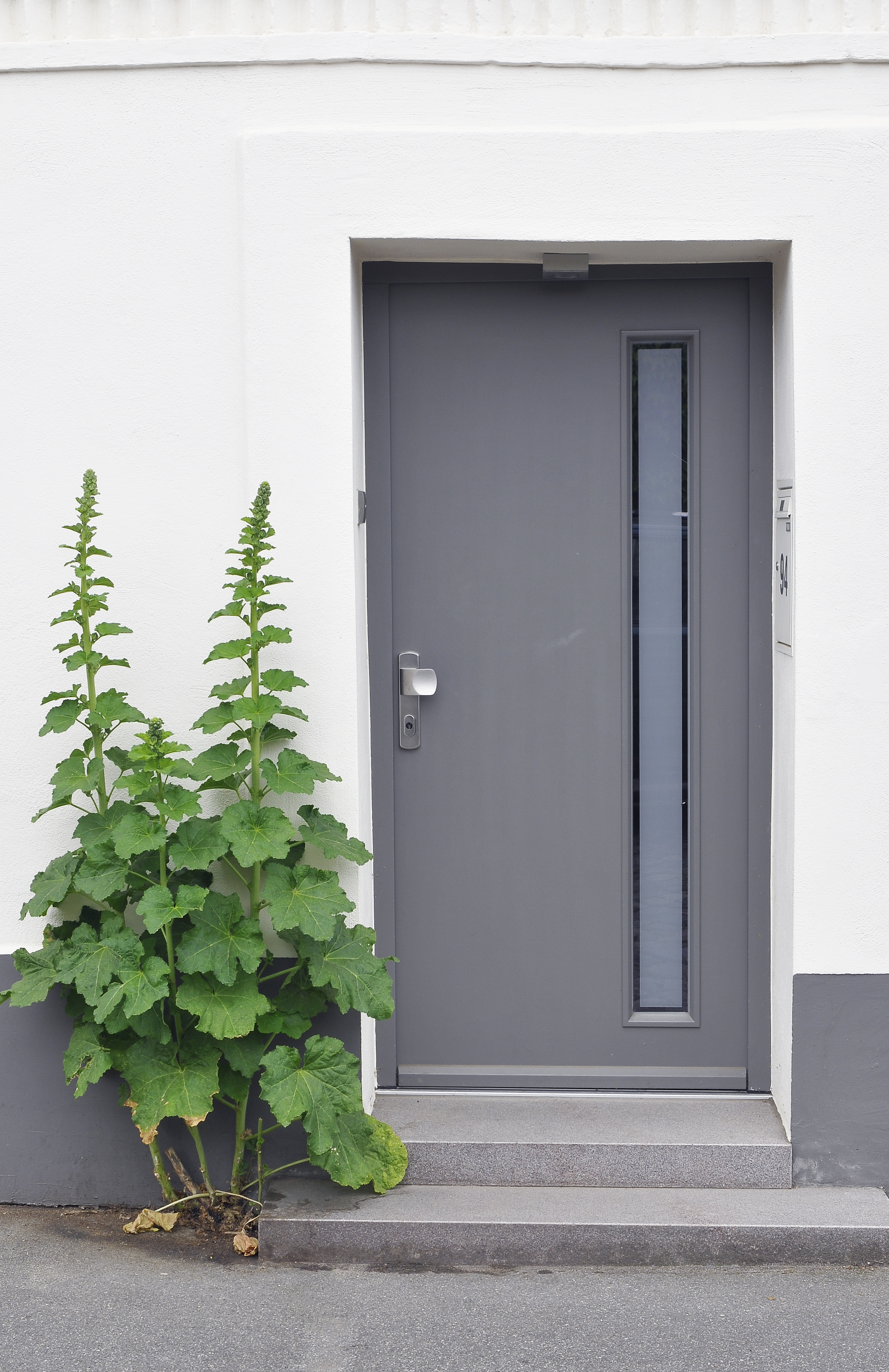
Zeitgenössische Haustür der 2000er (stilistisch Mid-century modern)

### Vereinigte Staaten

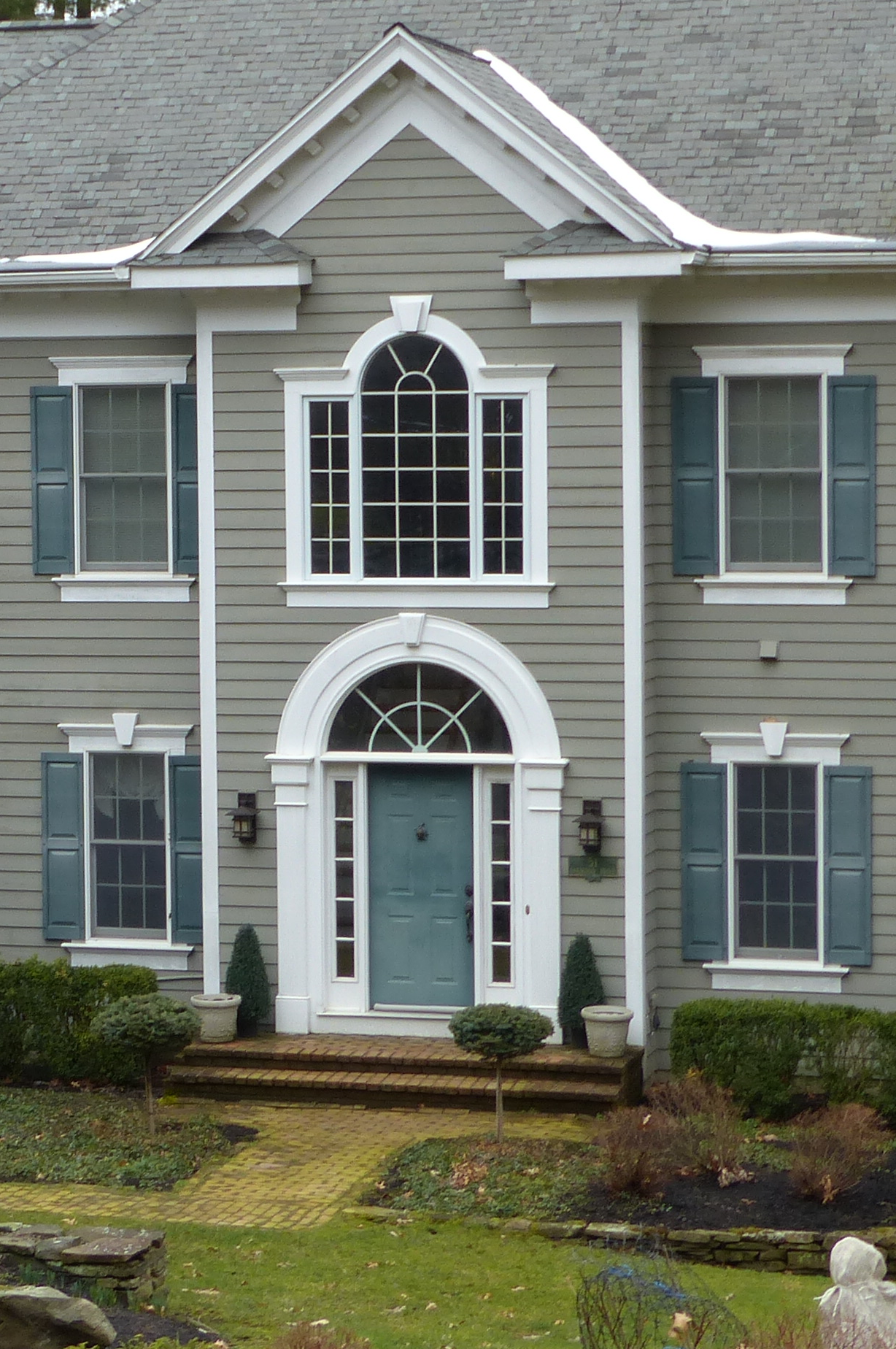
Typisches Haustür-Ensemble in einem Millenium Mansion (um 2010 erbaut). Die architektonische Funktion des zu nah am Oberlicht platzierten Palladio-Motivs besteht u. a. darin, das dahinter liegende 2-geschossige Foyer anzukündigen.

In den Vereinigten Staaten sind Haustüren und ihre Umrahmung, insbesondere in Einparteienhäusern, aufgrund der besonderen Geschichte der amerikanischen Wohnarchitektur bis in die Gegenwart mehrheitlich nach antiken Vorbildern gestaltet, mit Paneeltüren, Imitationen der klassischen Säulenordnung (Pilaster, Architrave), Ober- und Seitenlichtern. Auch nach der Diversifizierung der Baustile im 19. Jahrhundert und der Ausbreitung neuer Stilrichtungen (viktorianische Architektur) wurden diese antikisierenden Türen aus Kostengründen ekletisch selbst da weiterhin verbaut, wo andere Formen nötig gewesen wären. Moderne Haustürformen kamen – parallel zum stark verzögerten Eindringen moderner Baustile in den Mainstream des Wohnhausbaus – bis weit ins 20. Jahrhundert nur als kostspielige Maßanfertigungen vor. Eine industrielle Produktion von Haustüren, die im europäischen Sinne „modern“ sind, begann erst mit der Popularisierung des Contemporary-Stils in der zweiten Hälfte des 20. Jahrhunderts. Insbesondere im Osten der Vereinigten Staaten spielen diese jedoch selbst im Neubaubereich gegenüber den klassizistisch anmutenden Haustüren nur eine untergeordnete Rolle.

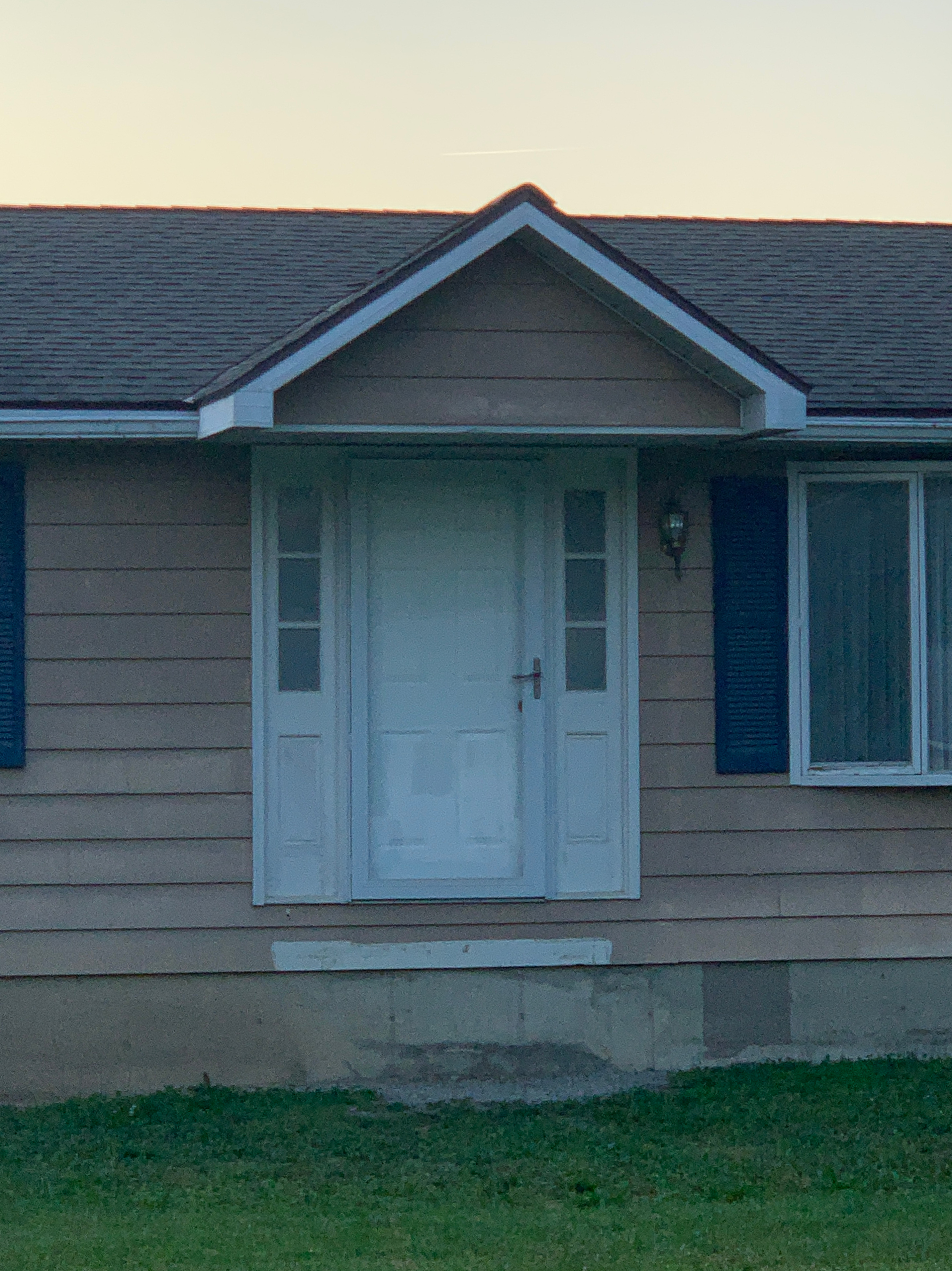
Nie benutzte Haustür in einem Einfamilienhaus; die Bewohner betreten das Haus nur durch einen Seiteneingang.

Historisch führt die Haustür in amerikanischen Einparteienhäusern in ein repräsentatives Entrée (engl. foyer, vestibule), das auch die Treppe zum Obergeschoss enthalten kann. In der Gegenwart haben sich jedoch – selbst bei traditionellen Stilformen – offene Grundrisse weithin durchgesetzt, bei denen das Entrée, sofern überhaupt eines vorhanden ist, zum Wohnbereich hin mehr oder weniger vollständig geöffnet ist. In volkstümlichen Häusern führt die Haustür seit jeher meist direkt ins Wohnzimmer. Die Haustür ist in amerikanischen Einparteienhäusern meist nur eine von mehreren Außentüren; faktisch benutzen die Bewohner, um ins Haus zu gelangen, oft den Zugang durch die Garage oder einen anderen Nebeneingang, während die eigentliche Haustür vor allem dem Empfang von Besuchern dient.

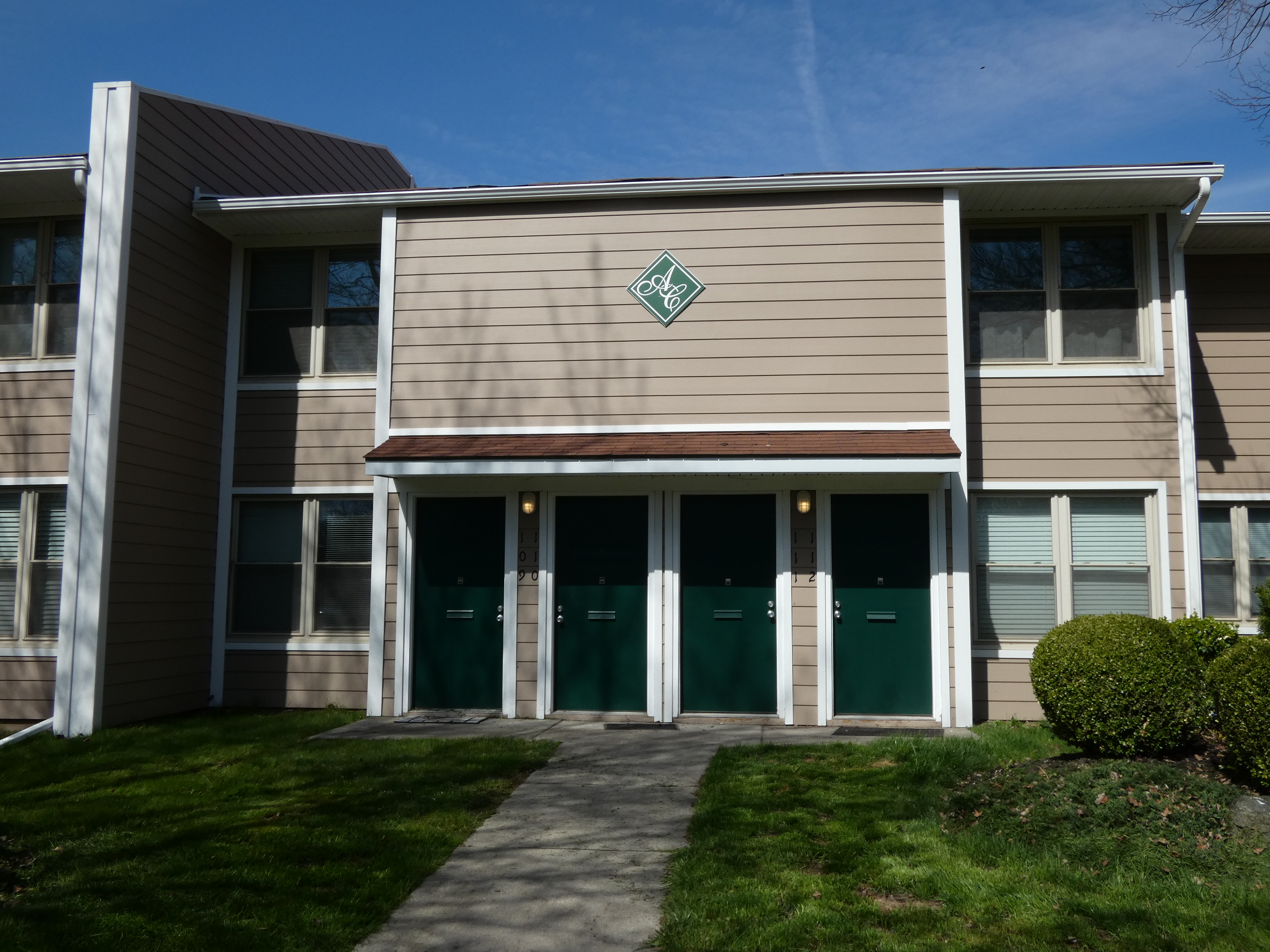
Vier individuelle Haustüren in einem amerikanischen Apartmentgebäude. Hinter den beiden mittleren Türen liegen wohnungseigene Treppen zum Obergeschoss.

Eine amerikanische Besonderheit sind zweigeschossige Mehrparteienhäuser, deren Einheiten nicht durch ein gemeinsames Treppenhaus, sondern durch individuelle Haustüren erschlossen werden.

## Rechtliche Perspektive
Bei Mehrparteienhäusern ist die Haustür als Zugangskontrolle ausschließlich dem allgemeinen Bereich zuzurechnen; ihre Wartung bzw. Instandsetzung obliegt der Hausverwaltung beziehungsweise den Eigentümern gemeinsam. Das Privateigentum beginnt erst an der Innenseite der Wohnungstür, welche in Deutschland dem Sondereigentum zuzurechnen ist.

## Kulturelle und religiöse Perspektive
Als Grenze zwischen Innen- und Außenraum wird die Haustür mit vielfältigen kulturellen Bedeutungen in Verbindung gebracht. So kennt man im Deutschen etwa die Redewendung „vor der eigenen Haustür kehren“ (= sich nicht in fremde Angelegenheiten einmischen).
Bereits in der Bibel finden Haustüren vielfach Erwähnung, sei es als Türen von Zelten oder (mit einem Vorhang oder mit einem Türblatt verschlossenen) Türen von festen Häusern, wobei die von einem Knecht oder einer Magd bewachte Tür häufig nicht direkt ins Gebäude, sondern erst in einen Vorhof führte (Psalm 84,11 , Sprüche 8,34 ). In den Büchern Moses etwa ist im Kontext der Begründung des Pessach-Festes, das an die Befreiung der Israeliten aus der ägyptischen Sklaverei erinnert, zu lesen, dass für die Feier ein Lamm geschlachtet und Türpfosten und Türsturz mit seinem Blut bemalt werden sollen, damit an dem Tage, an dem Gott an den Ägyptern sein Strafgericht hält, seine Rächer die Israeliten erkennen und verschonen können (2. Mose 12,7 ). Erwähnt werden Haustüren auch im Zusammenhang mit dem Gebrauch, unfreie Diener beiderlei Geschlechts dadurch als solche zu kennzeichnen, dass man ihr Ohr mit einem Pfriem am harten Türpfosten durchbohrte (2. Mose 21,6 , 5. Mose 15,17 ). Eine direkte göttliche Maßgabe zur Architektur war die Warnung davor, Haustüren zu hoch, also zu anmaßend zu erbauen (Sprüche 17,19 ). Eine weitere mit der Haustür verbundene explizite biblische Verhaltensregel ist die Warnung davor, in fremde Häuser wie ein Unvernünftiger einfach hineinzulaufen oder an der Tür zu lauschen (Sirach 21,24 ).
Der noch heute in vielen Ländern der Westlichen Welt verbreitete Brauch, dass nach der Trauung der Bräutigam die Braut über die Türschwelle des künftig gemeinsamen Zuhauses trägt, existierte bereits im Römischen Reich. Ursprung ist nach einigen Quellen der Aberglaube, dass die Berührung der Schwelle Unglück bringe.